# Jan-Owe Wikström
Jan-Owe Wikström, född 1958, är en svensk journalist och författare.
Utöver ett mångårigt arbete som journalist och krönikör för Hallandsposten har Wikström skrivit böcker om Roxette, Gyllene tider och Halmstad Hammers, alla med Halmstadanknytning, men även biografier om Robert Wells och Joe Labero. Han har också skrivit för Musikermagasinet.